# Samir Ménouar
Samir Ménouar – algierski lekkoatleta specjalizujący się w rzucie oszczepem.

## Sukcesy sportowe
- brązowy medalista mistrzostw Afryki w rzucie oszczepem – 1988[1]
- dwukrotny mistrz Algierii w rzucie oszczepem – 1990, 1991[2]